# 阿富汗劳动者组织
阿富汗劳动者组织（羅馬化：Sazman-e Zahmatkashan-e Afghanistan，缩写为，SeZA）是阿富汗历史上的一个左翼政治组织。该组织由1970年代末脱离阿富汗人民民主党的异见分子组成。该组织的领导人是哈姆杜拉·格兰。该组织的支持者主要为普什图人。
1987年11月，该组织得以公开活动，并加入阿富汗人民民主党领导的左翼-民主党派联盟。然而，该组织的一个由扎曼·古尔·德哈提领导的分裂派系仍然处于地下状态；该派系后来建立阿富汗和平与进步战士联盟。